# Arthur Hoyt
Arthur Hoyt (Georgetown, 19 de março de 1874 – Woodland Hills, Los Angeles, 4 de janeiro de 1953) foi um ator norte-americano, que atuou em mais de 275 filmes em sua carreira cinematográfica de 34 anos, cerca de um terço deles em filmes mudos. Foi o irmão do roteirista e diretor Harry O. Hoyt.

## Filmografia selecionada
Mudo
- The Scrub Lady (1914)
- The Heart of a Show Girl (1916)
- The Grim Game (1919)
- Nurse Marjorie (1920)
- The Girl in Number 29 (1920)
- Camille (1921)
- The White Flower (1923)
- Dangerous Blonde (1924)
- Private Affairs (1925)
- The Coming of Amos (1925)
- The Lost World (1925)
- Tillie the Toiler (1927)
- The Rejuvenation of Aunt Mary (1927)
- Husbands for Rent (1927)
- The Rush Hour (1928)
- Home, James (1928)

Sonoro
- My Man (1928)
- The Wheel of Life (1929)
- Her Private Affair (1930)
- The Criminal Code (1931)
- Sullivan's Travels (1941)
- The Palm Beach Story (1942)
- Hail the Conquering Hero (1944)
- The Sin of Harold Diddlebock (1947)